# Джеммано
Джеммано (італ. Gemmano) — муніципалітет в Італії, у регіоні Емілія-Романья,  провінція Ріміні.
Джеммано розташоване на відстані близько 230 км на північ від Рима, 120 км на південний схід від Болоньї, 17 км на південь від Ріміні.
Населення — 1158 осіб (2014).
Покровитель — San Sebastiano 20 січня.

## Демографія
Населення за роками:

Станом на 1 січня 2023 року в муніципалітеті офіційно проживало 127 іноземців з 25 країн, серед них 35 громадян країн Євросоюзу та 14 громадян України.

## Сусідні муніципалітети
- Аудіторе
- Меркатіно-Конка
- Монтескудо-Монте-Коломбо
- Монтефйоре-Конка
- Сан-Клементе
- Сассофельтріо